# ميغيل ساياغو
ميغيل ساياغو (بالإسبانية: Miguel Sayago)‏ هو لاعب كرة قدم إسباني، ولد في 9 مايو 1985 في مدينة ميورقة في إسبانيا. لعب مع ElPozo Murcia FS ‏.

## وصلات خارجية
- ميغيل ساياغو على موقع الاتحاد الأوربي (الإنجليزية)